# 리처드 크레인
리처드 크레인(Richard Crane, 1918년 6월 6일 ~ 1969년 3월 9일)은 미국의 배우, 텔레비전 배우, 저자이다.

## 영화
- 앨리게이터 피플 (1959년)
- 선셋 77번가 (1958년)
- 페리 메이슨 (1957년)
- 딥 식스 (1957년)
- 애심(영어판) (1956년)
- 록키 존스, 스페이스 레인저 (1954년)
- 달려라 래시 (1954년)
- 네안데르탈 남자 (1953년)
- 코만도 코디 (1953년)
- 라스트 아웃포스트 (1951년)
- 론 레인저 - 49년 시리즈 (1949년)
- 캠퍼스 허니문 (1948년)
- 플라잉 서펀트 (1946년)
- 캡틴 에디 (1945년)
- 윙 앤 프레어 (1944년)
- 폴로우 더 보이즈 (1944년)
- 콜벳 K-225 (1943년)
- 디스 이즈 더 아미 (1943년)
- 스웨터 걸 (1942년)
- 인 더 네이비 (1941년)
- 수잔과 신 (1940년)